# Roxen (lago)
Il Roxen è un lago di medie dimensioni nella Svezia centro-meridionale, a est del lago Vättern, parte delle vie navigabili del Motala ström e del canale di Göta. A sud del lago Roxen si trova la città di Linköping.
Roxen, specialmente nelle sue rive occidentali, è una meta famosa per il birdwatching. Ci sono riserve naturali a Kungsbro e Svartåmynningen.
Il lago si sviluppa in una depressione del graben.